# Parnassius apollonius
Espèce
Parnassius apollonius est une espèce de lépidoptères appartenant à la famille des Papilionidae et à la sous-famille des Parnassiinae.

## Dénomination
Parnassius apollonius a été décrit par Eversmann en 1804.

### Sous-espèces
- Parnassius apollonius apollonius
- Parnassius apollonius alpinus Staudinger, 1887
- Parnassius apollonius aphrodite Bryk & Eisner, 1934
- Parnassius apollonius daubi Fruhstorfer, 1903
- Parnassius apollonius glaucopsis Bryk & Eisner, 1934
- Parnassius apollonius gloriosus Fruhstorfer, 1904
- Parnassius apollonius horaki Kreuzberg, 1989
- Parnassius apollonius kuldschaensis Bryk & Eisner
- Parnassius apollonius narynus Fruhstorfer, 1908
- Parnassius apollonius poseidon Bryk & Eisner, 1934[1].

## Description
Parnassius apollonius est un papillon au corps poilu, d'une envergure d'environ 80 mm, aux ailes blanches marquées de gris dans leur partie basale, orné de marques noires au bord costal des ailes antérieures et d'une ligne submarginale de chevrons noirs. Les taches rouges cernées de noir sont plus marquées sur le revers où elles forment une ligne discontinue parallèle à la ligne des chevrons.

## Biologie
Parnassius apollonius vole entre mai et juillet suivant l'altitude.
Il hiverne au stade d’œuf ou de chenille formée dans le chorion.

### Plantes hôtes
Les plantes hôtes sont des Pseudosedum, Rosularia, Salsola, Scabiosa, Rhodiola dont Rhodiola semenovi.

## Écologie et distribution
Parnassius apollonius est présent au Tadjikistan, au Kirghizstan, en Ouzbékistan, au Kazakhstan et dans le nord-ouest de la Chine.

### Biotope
Parnassius apollonius réside entre 500 m et 3 000 m.

### Philatélie
Un timbre a été émis par l'Ouzbékistan en 2006.